# Противодесантная оборона

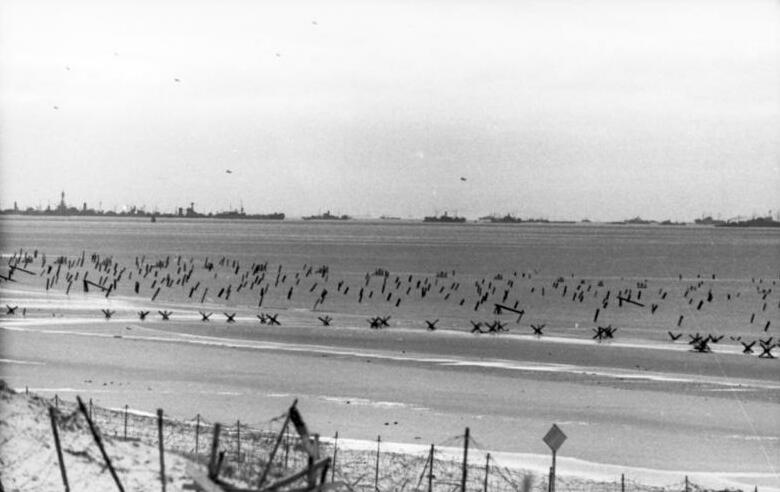
Немецкие противодесантные сооружения на северном побережье Франции.

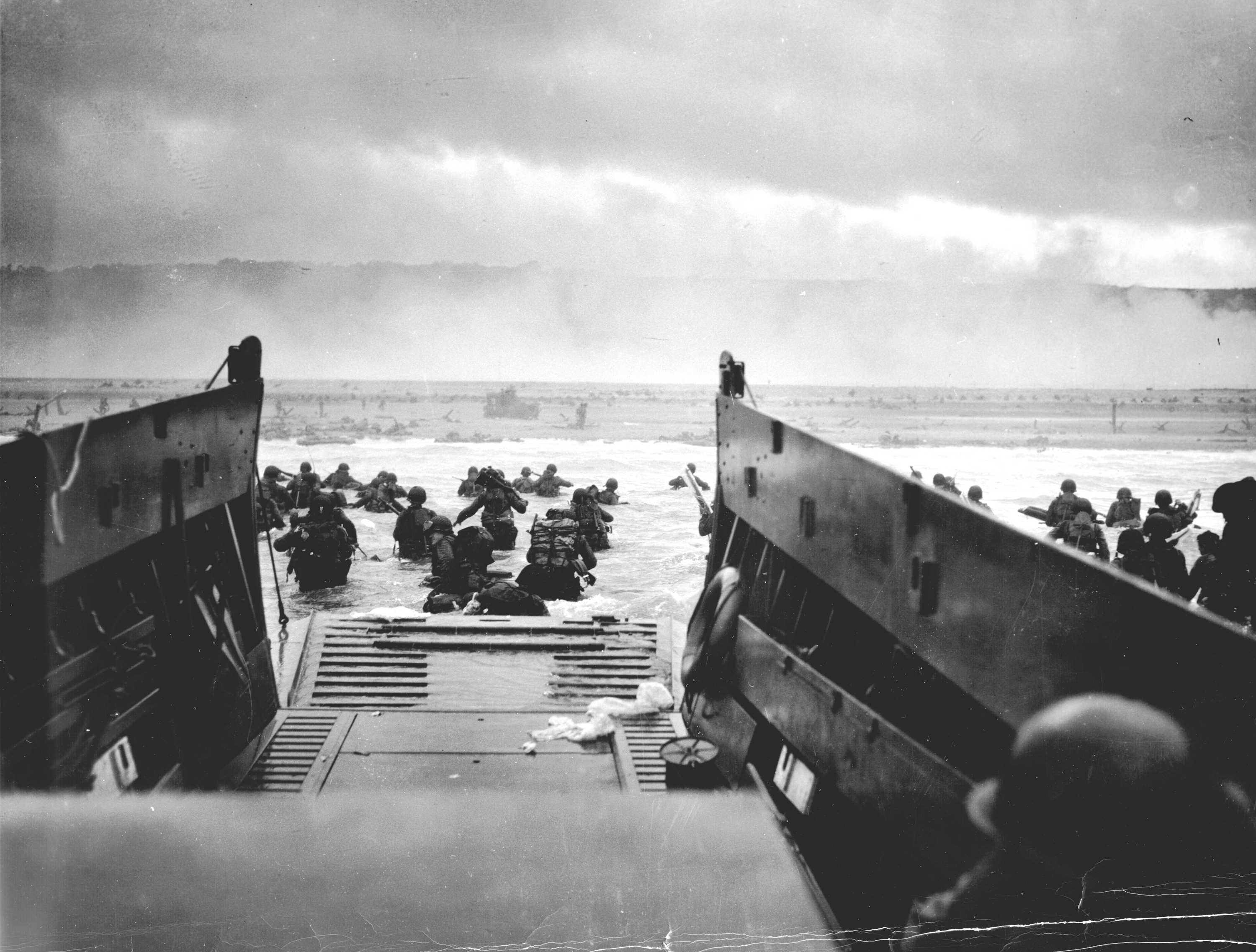
Высадка американских войск в Нормандии.

Противодесантная оборона (ПДО) побережья — комплекс мероприятий, направленных на оборону прибрежной полосы (побережье) береговыми войсками (береговыми ракетно-артиллерийскими войсками) или сухопутными войсками во взаимодействии с военно-морским флотом и авиацией (ВВС) с целью предотвратить высадку морских и воздушных десантов противника.
Ведётся обычно частью сил при проведении наступательной или оборонительной операции на приморском направлении.

## Содержание противодесантной обороны
В противодесантной обороне заключается:
- создание оборонной группировки войск или сил;
- организация системы огня сухопутных войск и береговых ракетно-артиллерийских войск, инженерного оборудования местности и управления;
- проведение мероприятий по всестороннему обеспечению боевых действий всеми силами и средствами, привлекаемыми для обороны.

Противодесантная оборона организуется командующим объединения или либо командиром соединения сухопутных войск при участии командования формирований военно-морского флота. В основу её организации относятся такие же требования, которые предъявляются к обычной обороне.
Противодесантная оборона должна противостоять ударам оружия массового поражения, быть глубоко эшелонированной, активной и устойчивой, способной уничтожить десанты противника при их высадке на побережье.
Группировка войск в противодесантной обороне создается с учётом наиболее вероятных направлений высадки и действий десантов противника. Основные силы обычно располагаются в глубине обороны с таким расчётом, чтобы обеспечивался быстрый манёвр ими в нужных направлениях.
Боевой порядок включает: первый эшелон, второй эшелон или общевойсковой резерв, группировки ракетных войск и артиллерии, средства противо-воздушной обороны (ПВО), резервы различного назначения.
Боевые задачи соединениям или частям различных видов вооруженных сил ставятся с учётом боевых возможностей, ожидаемого состава десантов противника и условий, в которых предполагается вести борьбу с ним. На сухопутные войска возлагается борьба с авиацией противника, уничтожение его десантов при высадке и удержание занимаемых участков побережья и островов. Силы флота привлекаются для ведения разведки сил противника, уничтожения его флота, стоящего в базе и на рейде, а также находящегося в море, нанесения ударов по морским десантам, при транспортировке его морем, и в районе высадки, для постановки минных заграждений на подходах к наиболее доступным участкам побережья и содействие сухопутным войскам в уничтожении десантов, высадившихся на побережье, а также для блокады участков побережья, захваченных противником, и недопущения эвакуации его войск.
Основные усилия противодесантной обороны сосредоточиваются на участках побережья, наиболее доступных для высадки десантов противника, на удержании важнейших районов, командных высот, узлов дорог и других объектов, обеспечивающих дробление высадившегося десанта и уничтожения его по частям. Например, на побережьях ставятся различные противотанковые и противопехотные заграждения, ставятся пулеметы, способные вести свободный огонь по флангу высаживающихся войск, прожекторы, чтобы видеть войска противника и системы пуска ракет "поверхность-корабль".